# Okazaki
Okazaki (jap. 岡崎市, -shi) ist eine Stadt auf der japanischen Hauptinsel Honshū. Sie liegt 30 Kilometer südöstlich von Nagoya.

## Geografie

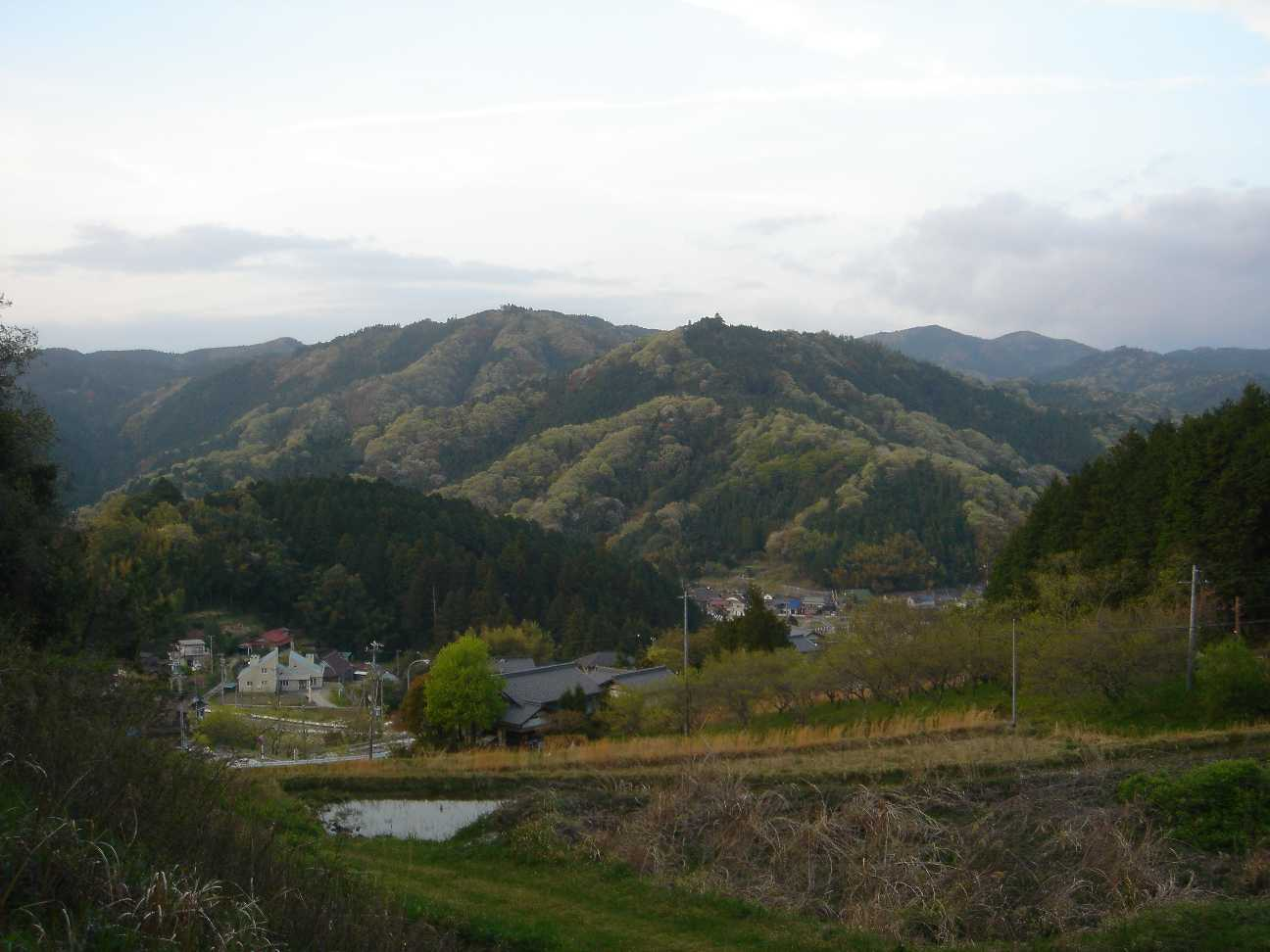
Hügellandschaft im Ortsteil Sakuragata

Das Landschaftsbild der Stadt ist geprägt von dichtbesiedelten Wohn- und Industriegebieten im Norden, Westen und Süden; es gibt Textil-, Kunstfaser- und Nahrungsmittelindustrie sowie eine Autofabrik von Mitsubishi. Im Nordosten und Osten des Stadtgebietes dehnen sich weite Hügel-, Wald- und Vorgebirgslandschaften aus. Okazaki weist eine hohe Dichte an Tempeln und Schreinen auf, welche meist in Zusammenhang mit der Tokugawa-Familie stehen und während der Edo-Periode (1603–1867) gegründet worden sind.

## Geschichte
Im Rahmen des Zweiten Weltkriegs wurde die Stadt am 19. Juli 1945 durch die United States Army Air Forces (USAAF) mit Napalmbomben bombardiert. Der Angriff zerstörte rund 32 % des Stadtgebietes und forderte nach offiziellen Angaben 322 Tote und 32.068 Verletzte. Durch die Brandbomben wurden 7.312 Gebäude der Stadt niedergebrannt (vgl. auch Luftangriffe auf Japan).
2006 fusionierte die Stadt mit dem Großteil des Nachbarlandkreises Nukata. Der Name Okazaki bleibt jedoch weiterhin bestehen.

## Sehenswürdigkeiten

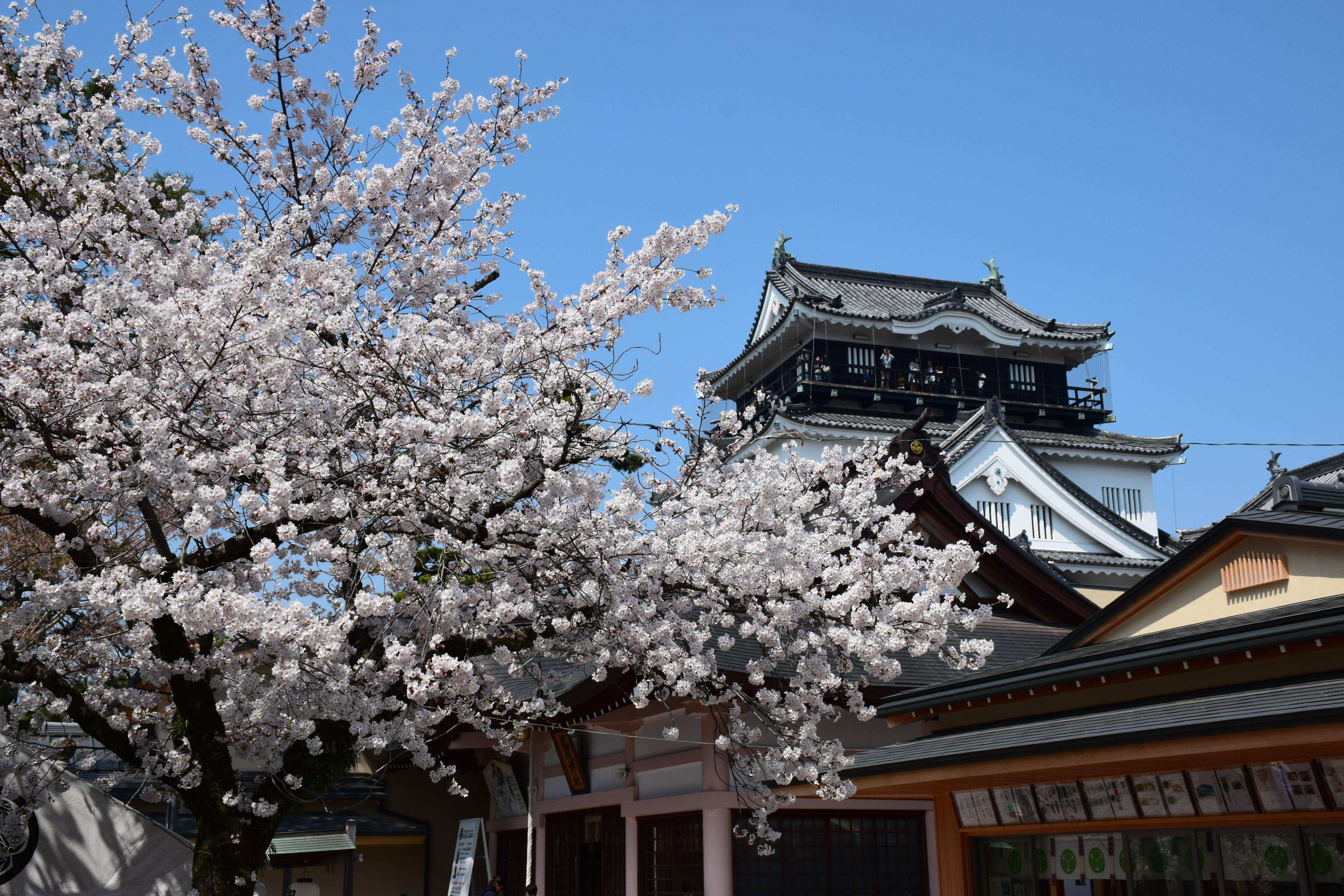
Burg Okazaki

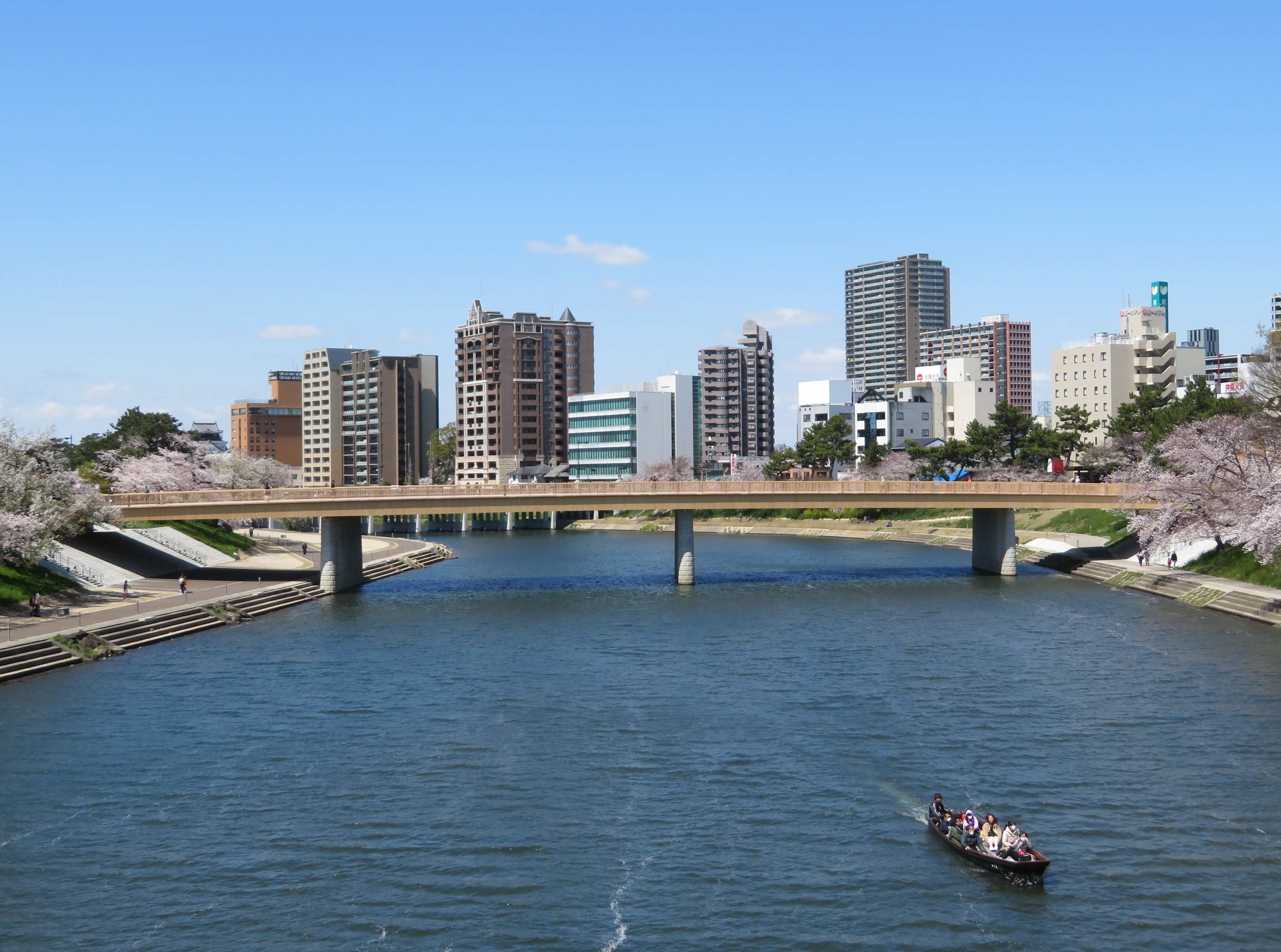
Otogawa

Okazaki war während der Edo-Periode eine wichtige Burgstadt und Station an der Tōkaidō von Edo (Tōkyō) nach Kyōto. In der Burg Okazaki ist auch Tokugawa Ieyasu, der Begründer des Tokugawa-Shogunats, geboren.

### Feste und Feiern

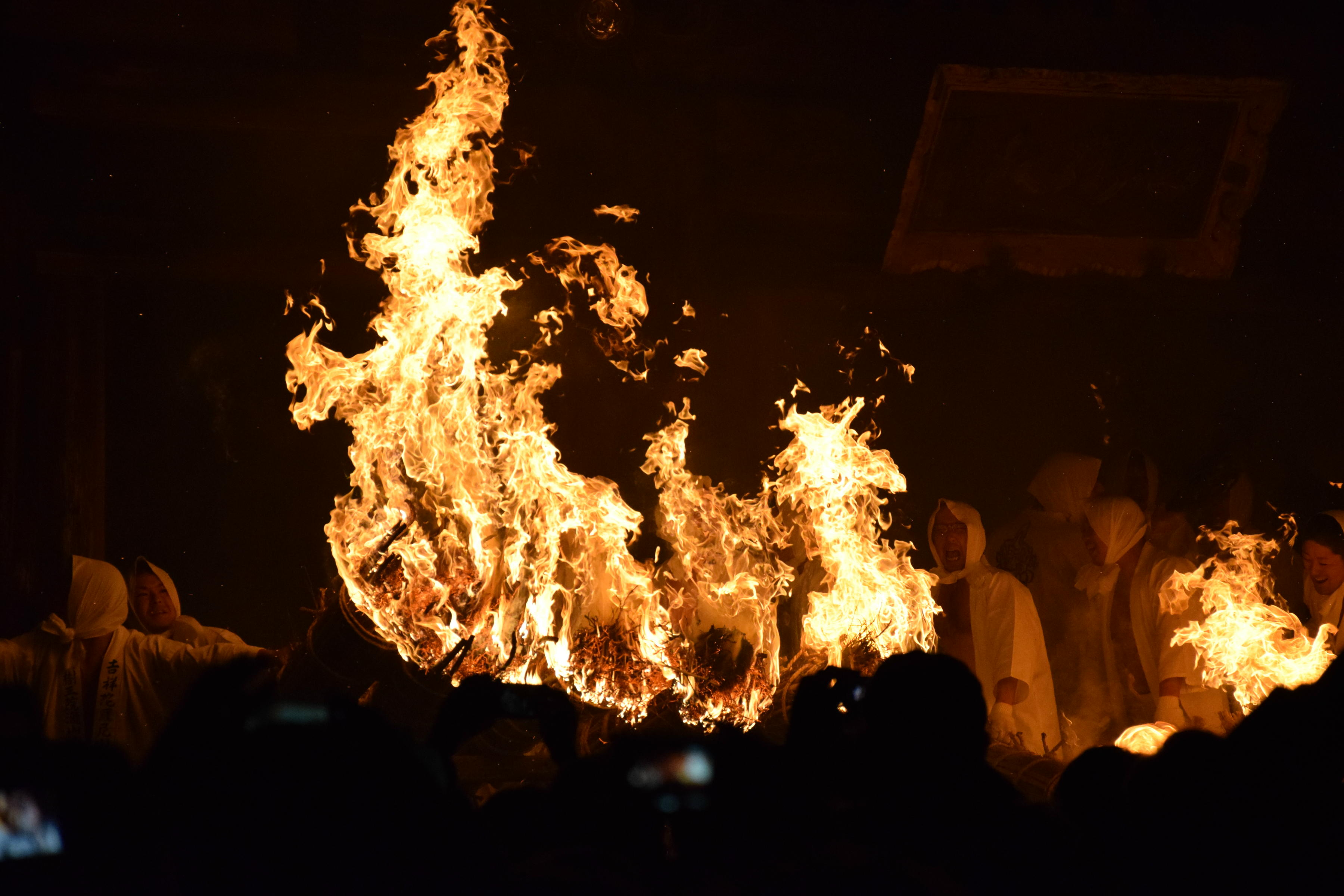
Takisan-ji oni matsuri

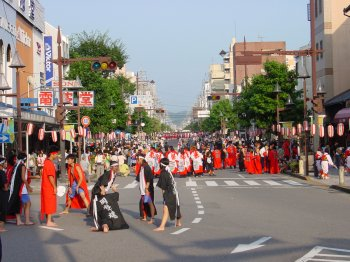
Straßenszene in Okazaki

- Februar: Feuerfest zur Vertreibung der Oni beim Takisan-Tempel (滝山寺鬼祭り Takisan-ji oni matsuri)
- Ende März/Anfang April: Kirschblütenschau im Schlosspark (岡崎公園 Okazaki-kōen)
- 1. Sonntag im April: Ieyasu-Fest (家康祭り Ieyasu matsuri), zu Ehren von Tokugawa Ieyasu
- 1. Wochenende im August: Okazaki-Sommerfest (岡崎観光夏祭り Okazaki kankō natsu matsuri) (Dauer 3 Tage) und ein großes Feuerwerk (岡崎花火大会 Okazaki hanabi taikai) mit bis zu 30.000 Raketen und zehntausenden Besuchern am Ufer des Flusses Otogawa (乙川) in der Nähe des Schlosses.

## Wissenschaft
In Okazaki befindet sich der Hauptsitz des nationalen Institute for Molecular Science (IMS), das unter anderem den Elektronenspeicherring UVSOR II betreibt.

## Verkehr
Drei Bahnstrecken, die von drei verschiedenen Bahngesellschaften betrieben werden, führen durch Okazaki. An der Tōkaidō-Hauptlinie von JR Central befindet sich der Bahnhof Okazaki. Dort zweigt die Aichi-Ringlinie der Aichi Kanjō Tetsudō ab. Diese wiederum kreuzt sich mit der Meitetsu Nagoya-Hauptlinie von Meitetsu; der wichtigste Bahnhof an dieser Strecke ist Higashi-Okazki. Von 1899 bis 1962 verkehrte die Straßenbahn Okazaki.
Okazaki liegt an der Nationalstraße 1 und wird auch durch die Autobahn Tokio-Nagoya erschlossen. Der nächstgelegene Flughafen ist der Flughafen Chūbu.

## Söhne und Töchter der Stadt
- Tokugawa Ieyasu (1543–1616), Reichseiniger Japans und Begründer des Tokugawa-Shogunats
- Honda Tadakatsu (1548–1610), Samurai und einer der vier „himmlischen Generäle“ von Tokugawa Ieyasu
- Shiga Shigetaka (1863–1927), Geograph und Verfechter der Aufklärung
- Hashimoto Masujirō (1875–1944), Maschinenbauingenieur
- Hida Takeyuki (1927–2017), Mathematiker
- Fukuhei Takabeya (1893–1975), Bauingenieur
- Kimura Motoo (1924–1994), Evolutionsbiologe, Begründer der neutralen Theorie der molekularen Evolution
- Nakane Hiroshi (1925–2018), Maler
- Sugiura Seiken (* 1934), Politiker
- Satoru Nakajima (* 1953), Formel-1-Rennfahrer
- Hitoshi Ogawa (1956–1992), Autorennfahrer
- Takahiro Sakurai (* 1974), Synchronsprecher
- Kotomitsuki Keiji (* 1976), Sumōringer
- Kazuki Nakajima (* 1985), Formel-1-Rennfahrer
- Daisuke Nakajima (* 1989), Rennfahrer
- Ryō Shinzato (* 1990), Fußballspieler
- Seito Yamamoto (* 1991), Stabhochspringer
- Ryō Miyaichi (* 1992), Fußballspieler
- Ryō Ishii (* 1993), Fußballspieler
- Tsuyoshi Miyaichi (* 1995), Fußballspieler
- Tatsuya Tsuboi (* 2002), Eiskunstläufer

## Angrenzende Städte und Gemeinden
- Anjō
- Gamagōri
- Kōta
- Nishio
- Otowa
- Shinshiro
- Toyokawa
- Toyota